# Ренуф, Мишель
Леди Мишель Ренуф (в некоторых источниках Микеле Ренауф; англ. Michele Renouf, в девичестве Майнуэринг, англ. Mainwaring, в первом замужестве Грязнофф, англ. Griaznoff; род. 1946, Уайонг, Австралия) — британская и австралийская артистка балета, модель, светская львица, общественный деятель, искусствовед, кинематографист.

## Биография
Родилась в Австралии в семье шофёра. В детстве снималась в коммерческих телевизионных передачах в качестве балерины, модели и актрисы. В 1968 г. завоевала титул «Мисс Ньюкасл». Изучала искусство в Национальной школе искусств (en:National Art School) в Сиднее. Получила диплом по искусству и образованию; читала лекции по искусству и исследованию СМИ в Квинслендском технологическом университете (en:Queensland University of Technology).
В 1991 г. вышла замуж за новозеландского финансиста сэра Фрэнсиса Ренуфа (1918—1998) и с тех пор, несмотря на последовавший развод, продолжает именоваться Леди Ренуф.
С 1999 г. до 2001 г. готовилась к получению учёной степени по психологии религии в Лондонском университете. Автор монографии «Вагнер и иудаизм: вдохновенный или заговорщический?» (англ. Wagner and Judaism: Inspirational or Conspiratorial?; 1997), доклада «Моисей и Вагнер: две рекламные легенды в племенной мистике» (англ. Moses and Wagner: Two Advertising Legends in Tribal Mystique; 1998). С 2000 г. стала сторонником ревизионистов Холокоста.
С 2001 г. занимается съёмками документального кино. Первый документальный фильм «Палестинский альбом газетных вырезок: совсем другая история британского ветерана» (англ. Palestine Scrapbook: a British veteran's very different story; 2002, был, по утверждению сайта Ренуф, представлен в обеих Палатах британского Парламента). Вводная часть второго фильма трилогии «Израиль пойман с поличным» (англ. Israel In Flagrante. Caught in Acts of Twistspeak) был показан на экране Каирской конференции 2004 года.

## Убеждения и взгляды
В своём докладе «Антихристианский характер религии холокоста», с которым Мишель Ренуф выступила на Международной тегеранской конференции «Обзор холокоста: глобальное видение», она говорит о своём неприятии иудаизма («два великих пророка — Христос и Магомет — видели в иудаизме опасную человеконенавистническую сущность»), о своём антисионизме («Устремляясь к созданию Израиля (постепенно, на протяжении свыше столетия, путём „исчезновения коренного населения“ и захвата земли), сионисты изгнали более половины палестинского населения, и до сих пор ещё зверски угнетают тех, которые остались») и о ревизии холокоста, подчёркивая, что «на планете должно быть найдено безопасное место, где евреи могут следовать своим убеждениям, но не вмешиваясь в другие культуры».
Мишель Ренуф является сподвижницей историка Дэвида Ирвинга, отбывавшего тюремное заключение в Австрии за отрицание холокоста; она выступала в его защиту на суде. В 2003 году Ренуф была исключена из лондонского Reform Club (Reform Club) за то, что опубликовала в газете Evening Standard письмо в поддержку Ирвинга, подписавшись как член клуба. В своих выступлениях Ренуф, в частности заявляет, что иудаизм «порождает расовое превосходство». В выступлении в Вене, куда она прибыла в связи с осуждением Дэвида Ирвинга, Ренуф заявила, что необходимо эксгумировать еврейские «жертвы холокоста» и посмотреть, умерли ли они от тифа или газа. Ренуф выступает против законов, предусматривающих уголовное наказание за отрицание холокоста. Среди других деятелей антисионистского движения, с которыми Ренуф поддерживает отношения, — Эрнст Цюндель и Робер Фориссон.
Поддерживает связи с лидером евразийского движения в России — Александром Дугиным.